# Grotta Calafarina
De Grotta Calafarina is een ondergrondse grot op het eiland Sicilië, Italië. De grot bevindt zich in de gemeente Pachino, nabij de haven van Marzamemi; dit ligt in het gemeentelijk consortium Syracuse, voorheen provincie Syracuse genoemd. De grot is een honderdtal meter lang en voor zover bekend twintig meter diep. Ze is verbonden met legendes.

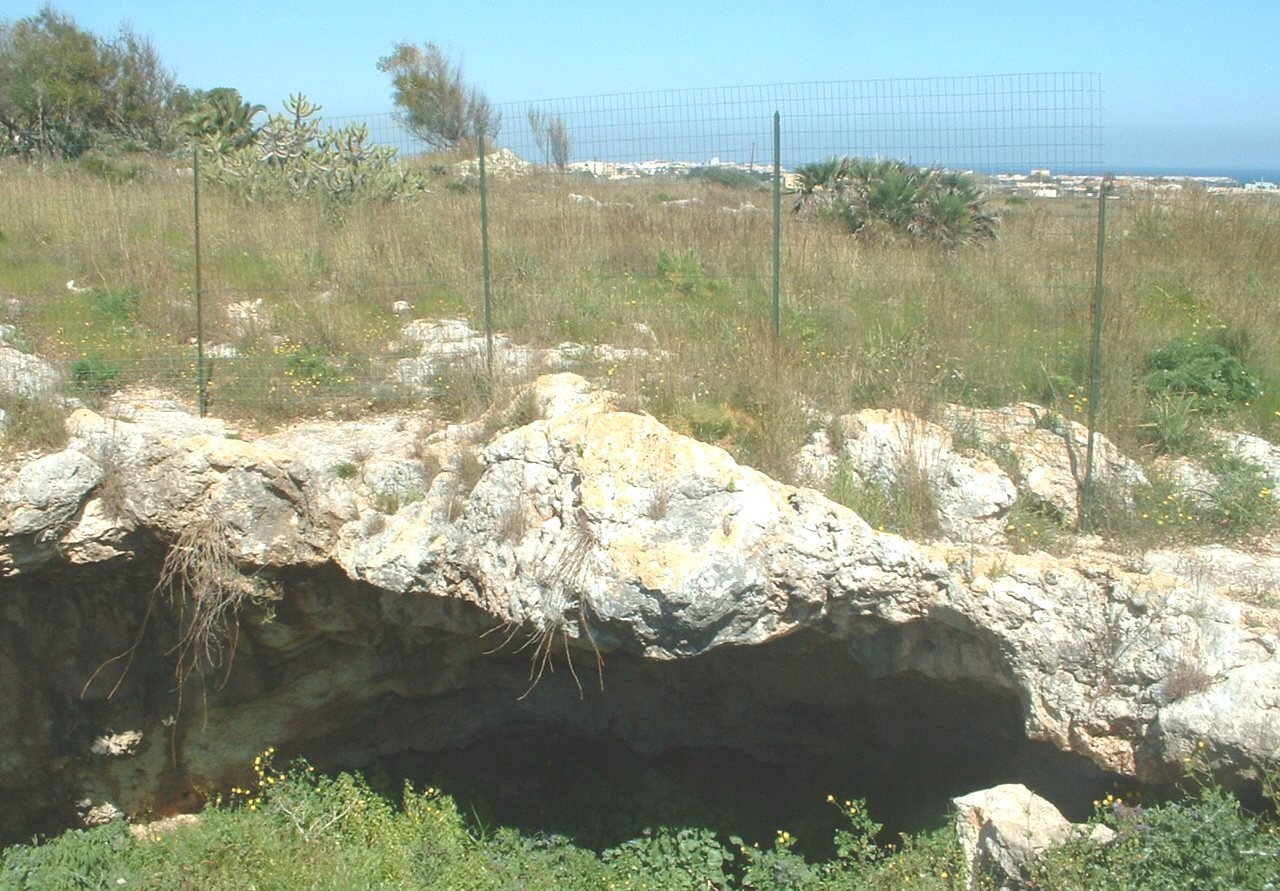
Grotta Calafarina in Pachino, Italië

## Archeologie
Het belang van de grot ligt niet zozeer in haar uitzicht maar wel in de archeologische vondsten die er zijn boven gehaald. De grot was bewoond in het Bronzen Tijdperk, mogelijks al in het Neolithicum. Het was de archeoloog Paolo Orsi (1859-1935) die eind 19e eeuw de Grotta Calafarina bekend maakte door zijn beschrijving van vondsten uit het Bronzen Tijdperk.

## Drie legendes
Over de Grotta Calafarina vertellen de Sicilianen al eeuwenlang drie legendes. Het gemeenschappelijke thema is dat de grot een schatkamer was.
1.	De weduwe van de emir. Nadat de Arabische emir van Noto gesneuveld was in de strijd tegen de Normandiërs, trokken zijn weduwe en zijn zoon weg uit Sicilië. Ze hadden zelfs honderd muilezels om al de schatten van de emir weg te brengen naar hun schip in Marzamemi. De weduwe vreesde dat piraten het schip zouden overvallen op hun reis naar Egypte omwille van al deze schatten. De weduwe gaf het bevel om met de muilezels de Grotta Calafarina in te gaan. Daar verborgen haar slaven de schatten. Vervolgens liet ze de slaven vermoorden zodat niemand de bergplaats zou verraden. Wanneer het onweert op Sicilië wordt er verteld dat de zielen van de dode slaven een klaagzang aanheffen.
2.	Zoraide en de onsterfelijke vis. De Arabieren zouden bovenop de grot een fort gebouwd hebben. Maniace, generaal van het Byzantijnse Rijk, veroverde het fort. Hij schonk het kasteel met al zijn schatten, aan zijn dochter Zoraide. Maniace huwde een tweede maal. De tweede vrouw heette Zoe en spande samen met keizer Constantijn om Maniace uit de weg te ruimen. Het complot om Maniace te vermoorden, slaagde. Maniace kon nog net aan Zoraide vertellen hoe ze de schat kon betoveren. Wanneer Zoraide later stierf, kon ze vlak voor haar dood een betoverde ring in zee gooien. Een vis at de ring op en werd onsterfelijk. Een Siciliaanse visser die deze vis zou vangen, kan de betovering van de schat te niet doen en rijk worden.
3.	Cala Farina, de hebzuchtige. Cala Farina werd op een dag onderkoning van Sicilië. Hij werd er schatrijk. Hij verborg zijn rijkdom in de naar hem genoemde grot. Koning Varvalonga kon de vrijpostigheid van Cala Farina niet meer aanzien en organiseerde diens terechtstelling. Voor zijn vertrek naar de rechtbank vroeg Cala Farina aan zijn dochter om zelfmoord te plegen indien hij het proces niet zou overleven. Zoals haar vader het beval, pleegde zij nadien zelfmoord, terwijl zij nog een toverspreuk prevelde. De Siciliaan die exact deze woorden kan nazeggen, verbreekt de betovering en kan binnentreden in de schatkamer van de onderkoning.

## Andere grotten
In de buurt van de Grotta Calafarina bevinden zich nog twee andere grotten: de Grotta Corruggi en de Grotta del Pero. Hierover worden geen legendes verteld. Zij waren wel onderwerp van archeologisch onderzoek.